# THE鬼タイジ
『THE鬼タイジ』（ザ・おにタイジ）は、TBS系列で放送されている特別番組（ゲームバラエティ番組）。

## 概要
村や借り切った施設などを舞台に、人間に襲いかかる様々な「鬼」を撃破し、舞台となるエリアの平和を取り戻すことと賞金獲得のために、プレイヤーが生き残りを目指すシューティングサバイバルゲーム番組である。
2020年12月にパイロット版の位置づけで、関東ローカルの1時間枠で第1弾を放送。好評のため、翌年の2021年より、改編期や年末のゴールデンタイムにて、2時間以上の尺の全国ネット番組として放送されている。

## ルール

### 基本ルール
- 無人の遊園地や村を舞台に、元々人間だったものの、ラスボス鬼によって鬼化し、人間を襲う「鬼」（鬼の面と武器を装備）をプレイヤーたちが、銃を使って「タイジ」（撃破）していく。
- プレイヤーたちは、セミオート式の特殊銃（光線銃[注 1]）を使い、襲いかかって来る鬼の弱点（光線センサー）に光線を当てることができれば、鬼を「タイジ」[注 2]したことになり、人間に戻すことができる。なお、第5回以降、プレイヤーたちは各チームで鬼をタイジするため、背中に「鬼タイジ」と書かれた番組特製のベスト[注 3]を着用している。
- 鬼の弱点（光線センサー）が取り付けられている位置は、何も説明がない限り「胸部」であり、ほとんど全ての鬼が該当する。ただし、特殊鬼やラスボス鬼の一部の鬼の弱点は、胸部ではなく「腰」や「背中」の位置に取り付けられており、プレイヤーにはその旨が伝えられていないものの、外見で判別できるように、金色のプレートで弱点が印されている。
- 鬼を1体タイジするごとに、プレイヤーは賞金を獲得[注 4]。逆に、鬼の棍棒による打撃や、投擲物による攻撃を喰らうとプレイヤーは「脱落」となり、その場で消滅（プレイヤーの発言では、「死んだ」と表現することもあるが、当番組内のテロップでは「やられた」などと修正されている）。プレイヤーがそれまで獲得した賞金も全額没収される[注 5]。
- プレイヤーと鬼の攻撃は、先に当てた一方のみが有効となり、相討ちの概念は存在しない。特殊鬼との対決や、「鬼の手先」が歌う歌の途中でプレイヤーの誰かが脱落した場合は、ゲームおよび歌が一時中断され、脱落したプレイヤーが消滅してから再開となる。
- プレイヤーが1人でも最後まで生き残り、ラスボス鬼をタイジすれば、「ゲームクリア」すなわち「鬼タイジ成功」となり、生き残ったプレイヤーのみがそれまでに積み立てた賞金を全額獲得することができる。
- 逆に、全てのプレイヤーが脱落した時点で、「ゲームオーバー」すなわち「鬼タイジ失敗」（当然、プレイヤー全滅のうえ、賞金も全額没収）となる。
- 鬼は、一瞬の隙を見計らいプレイヤーに襲い掛かる、もしくは、特殊鬼の場合は、拠点で堂々と待ち構えており、近づいて倒そうと試みるプレイヤーに攻撃するというものである。基本的には、設置物の中や裏などに隠れていることが多いが、場所によっては突然照明を落としたり、偽物の宝箱を開けさせたり、さらに、第4回以降では、人形やスピーカーから流れる呻き声などのダミーの鬼といった、プレイヤーを油断させたり陥れる罠も用意している。また、第3回以降では、時折「鬼の手先」[注 6]が登場し、プレイヤーの注意を逸らす妨害やイベント戦での案内・進行を務める。
- 原則として弾数は無制限だが、第2回のみ初期装備15発となっており、弾を補充する場合はショップにて、プレイヤーがそれまでに獲得した賞金を使って、賞金1万円=1発での弾の購入が必要だった。
- また、イベント戦では、銃の所持弾数に制限が課される場合がある。第2回では、現在所持している銃弾の数がそのまま弾の制限数になるが、どちらか片方のみがイベント戦に挑戦する場合、パートナーが挑戦するプレイヤーに銃弾を受け渡すことも可能。第3､4回では、立てられた看板に、出てくる青鬼の数と銃弾の制限数が記載されており、プレイヤーは看板の真下に置かれた銃に持ち替えて、挑戦しなければならない。

当番組のシステムや演出の差異を鑑み、便宜上第4回までを「シーズン1」、第5回からを「シーズン2」として、それぞれ下記の通り解説する。
シーズン1（第4回まで）
- 第1､2回では2人1組、第3､4回では原則個人行動となり、合流しての共闘も可能。
- プレイヤーの脱落情報、特別イベントなどのメッセージ全般は、プレイヤーの手首に装着されているスマートウォッチに送信される。

シーズン2（第5回から）
- 4人1組で各チームごとに行動し、付近一帯の鬼殲滅を目指す。第5、8回に限り、他のチームを電話で呼び出すか、偶然エリアで遭遇した場合は共闘することも可能（第6、7、9、10回では不可能）。エリアに潜む全ての鬼をタイジすることで、生き残ったプレイヤー全員で、ラスボス鬼が待ち構える本拠地での最終決戦に臨む。
- 脱落情報は、プレイヤーが所持しているスマートフォンに送信されるほか、「鬼レーダー」という機能が付いており、潜んでいる鬼の数とおおよその居場所を知ることができる。

### 賞金について
鬼は、通常の「赤鬼」に加え、第2回以降で、イベントなどで登場し、特殊技能やタイジするのに難易度の高い「青鬼」、第4、5、8回で最終盤に登場する「銀鬼」、そして「ラスボス鬼（金鬼）」の4形態あり、第5回以降では、倒すのが難しい鬼ほど賞金も高い。それぞれの鬼と各回の賞金は、下記の表の通り。
| 回          | 赤鬼  | 青鬼 / 色鬼 | 銀鬼     | ラスボス鬼 （金鬼） | 備考 |
| ----------- | ----- | ----------- | -------- | ------------------- | --- |
| 第1回       | 3万円 | （なし）    | （なし） | 3万円               | 赤鬼、ボス鬼のみ登場 全て一律3万円 |
| 第2回       | 5万円 | 5万円       | （なし） | 10万円              | 青鬼が初登場 |
| 第3回       | 5万円 | 5万円       | （なし） | 5万円               | 全て一律5万円 |
| 第4回       | 5万円 | 5万円       | 5万円    | 5万円               | 復活ステージで登場する忍者鬼のみ10万円 他は全て一律5万円 銀鬼が初登場                                                                                              |
| 第5回&第8回 | 3万円 | 10万円      | 15万円   | 20万円              | 第5回から鬼の色による賞金の区分けが大幅に変化 銀鬼は「上級鬼」という扱いで登場 第8回の前半戦の「上級鬼」は青鬼、第8回の最終決戦の「上級鬼」は銀鬼となる            |
| 第6回&第7回 | 3万円 | 10万円      | （なし） | 20万円              | 「上級鬼」がそれぞれ赤鬼と青鬼に分けられた。 |
| 第9回       | 3万円 | 5万円       | （なし） | 20万円              | 「色鬼」は黄鬼、紫鬼、金鬼、黒鬼がエリアボス四天王として、赤鬼、青鬼は鬼病院の怪力鬼として登場した。 この回からは芸能人やアスリートが扮する鬼の賞金が5万円に減額。 |
| 第10回      | 3万円 | 5万円       | （なし） | 20万円              | 芸能人やアスリートが扮する鬼は再び「青鬼」に統一されたが、前回同様に各エリアに1体ずつ配置された。                                                                  |
| 第11回      | 3万円 | （なし）    | （なし） | 20万円              | プレイヤーが倒す必要があるのは赤鬼とラスボス鬼のみ。 青鬼は「鬼かくれんぼ」で登場する。                                                                            |

### 鬼の種類
ここでは複数回（2回以上）に渡り登場する鬼について紹介する。
なお、下記に記載されていない鬼も含めて、鬼が使用する武器の色は、原則赤色に統一されているが、赤色とは違う色の武器を使う鬼もいる。
- ノーマル鬼 - 棍棒（スポーツチャンバラで用いられるソフト剣）を持ちプレイヤーに襲い掛かる。特殊能力は持たないが、障害物の中や裏に潜伏しており、奇襲や数の利でプレイヤーに襲い掛かる。
- 巨大棍棒鬼 - 第2回以降では主にイベントステージで出現し、カートやボートなどに乗っているプレイヤーに中距離から攻撃する武器として細長い棍棒を使用する。第9回ではさらに細長く遠距離に特化した「超長棒鬼」が登場し、第10回では超長棒を所持した「バナナボート鬼』が5体（5本）出現した。
- 野球鬼[注 18]- 第2回～第6回、第8、9回と多くの回に登場。ピッチングでボールをプレイヤーにぶつけようとする。プレイヤーが進んでいく道中には、防球ネットなど身を隠す物も用意されているが、第4回以降では、鬼の球威やコントロール次第で破壊されてしまうこともある。また、この野球鬼のボス鬼には元日本代表・元メジャーリーガーが登場する。
- ノック鬼 - 第3回と第10回で登場。バットでボールを打ちプレイヤーにぶつけようとする「野球鬼」の派生版。第10回では元侍ジャパン選手が登場する。
- 手裏剣鬼（フライングディスク鬼） - 物影に隠れながら手裏剣（フライングディスク）を投げてくる。
- インラインスケート鬼 - インラインスケートシューズを装着しており、巨大棍棒鬼同様にイベントステージでカートに乗るプレイヤーを攻撃する。
- スタント鬼/忍者鬼[注 19] - 第2、4回の復活ステージで登場。吊り橋を猛スピードで渡り、前方にいるプレイヤーに迫り、プレイヤーを攻撃する。
- BMX鬼 - スポーツバイクに乗りながらプレイヤーに接近し、プレイヤーを攻撃する。
- サムライ鬼 - スポーツチャンバラの学生選手が鬼化。二刀流（両手）で棍棒を所持しており、プレイヤーを発見次第、追跡をして撃破する。サムライ鬼が登場するステージでは、プレイヤーはスタート時に銃を奪われ、短い青色の棍棒しか与えられないため、銃が入った金の宝箱を見つけて、鍵を解錠して銃を獲得しない限り、太刀打ちするのはほぼ不可能。
- トランポリン鬼 - 乗り物を用いる特別ステージで登場。トランポリンで飛び跳ねながら、乗り物に乗車して進行しているプレイヤーを待ち構える。
- カモフラージュ鬼 - ドラム缶やワラ、茂みなどに同化しながら潜伏しており、プレイヤーが気づいていない隙に、プレイヤーに襲いかかる。
- 大玉（鉄球）鬼 - 大玉（大玉を模したバランスボール）を投げて攻撃する。大玉が直接プレイヤーに当たるだけでなく、地面や客席にバウンドしてから大玉がプレイヤーに当たった場合もプレイヤーは脱落となる。
- サッカー鬼 - サッカーの要領でボールを蹴ってプレイヤーにぶつけようとする。第5回、第8回の一部の鬼は上級鬼として元プロ・元日本代表が鬼化している。
- アーチェリー鬼 - 弓を使いプレイヤーに向けて、矢[注 20]を放ち、プレイヤーに向けて攻撃する。
- 流鏑馬（やぶさめ）鬼 - 「アーチェリー鬼」の派生版。馬や水上バイクに乗りながらアーチェリー鬼同様に矢で攻撃してくる。
- 俊足鬼 - 驚異的な足の速さでプレイヤーをかく乱し、体力や弾を浪費させ、プレイヤーが疲れたところを襲撃したり、カモフラージュ鬼が潜んでいる場所に、プレイヤーを誘導し仕留めさせる。
- ハンドボール鬼 - ハンドボールの技術を使い、豪速球をプレイヤーに投げつける。
- 潜水鬼[注 21] - 大浴場や湖で出現。スクーバダイビングで静かにプレイヤーの背後から迫り、浮上した直後にプレイヤーに対して攻撃する。
- 変装鬼 - 虚無僧、阿波踊りの踊り子、獅子舞、どうぶつなどのコスプレで全身を隠しながらプレイヤーの前に堂々と現れる。一定のタイミングやプレイヤーが目を背けた際に被り物を外し、鬼面と胸部の弱点の光線センサーを露にして棍棒で襲いかかる[注 22]。また、変装鬼と同じコスプレを施した鬼の手先も同時に複数人現れ、プレイヤーを錯乱させる。
- 大砲鬼 - 大砲（大砲を模したバレーボールマシン）を使って攻撃する。倒すには砲丸を放った直後の大砲の隙間から見える弱点を撃たなければならない。
- 盾を持った鬼 - 第1回では「ラスボス鬼」として登場（第2回では青鬼として登場）。透明な盾を所持しており、プレイヤーが放つ銃弾を意図も容易く弾き返しながら襲って来る。倒すには盾で守られていない僅かな隙を狙う必要がある。
- ドローン鬼 - 第2回~第4回では「ラスボス鬼」、第10回では特殊鬼（赤鬼）として登場。最高時速が40~100キロメートルのドローンを操縦し、プレイヤーの姿を完全に発見すると、ドローンをぶつけようとする。ドローンがプレイヤーに接触すると、ドローンが接触したプレイヤーは脱落。ドローンを操縦する鬼本体は攻撃しないが、柱の陰や階段などの障害物の奥に潜んで、ドローンを操縦しているため、必然的にドローン鬼に接近する必要がある。第10回では、（赤・青・緑）の3つのいずれか1つのロッカーにドローンを操縦する鬼本体が潜んでいる（プレイヤーはどこに何色のロッカーが置かれているか知らされていない）ため、プレイヤーはドローン鬼が操縦するドローンから逃げながらロッカーを探し出す必要がある。
- ラスボス鬼 - 第5回からのラスボスで、有名人がシターラの仕業によって鬼化されたラスボス鬼。最終決戦の本拠地にて自ら攻撃し、プレイヤーを殲滅しようとする。さらに、第7回までは、ラスボス鬼の弱点が胸ではないため、攻撃を避けながら真の弱点（金色の光線センサー）を探し出さなければならない。第8回以降では、ラスボス鬼の弱点（光線センサー）は胸であるが、建物や専用プレートで弱点が遮断されているため、指定されたボタンを全て押して、ラスボス鬼の弱点を撃てる状態（ラスボス鬼がいる城の高さを下げる、プレートを解放する）にしなければならない。また、第5回と第11回では、ラスボス鬼の弱点（光線センサー）である胸を撃ってもタイジしたことにならず、ラスボス鬼から真の弱点があることが伝えられるため、その真の弱点（金色の光線センサー）を探し出さなければならない。
  - 第5回 - ラスボス鬼は、櫓（やぐら）から時速100キロメートルの大砲で砲撃する。さらに、櫓正面は壁が高くプレイヤーの攻撃が届かないため、両サイドの高台に立たなければ、プレイヤーは攻撃することはできない。さらに、ラスボス鬼が正面からのプレイヤーの攻撃を受けると、ラスボス鬼から真の弱点があることが伝えられ、新たに時速120キロメートルのバズーカを使い、プレイヤーへ向けて攻撃を始める。
  - 第6回 - ラスボス鬼は、時速100キロメートル・6球装填のバズーカを使用し、プレイヤーへ向けて攻撃。前半は手裏剣鬼4体と共に遠くからプレイヤーへ向けて攻撃し、手裏剣鬼が全てタイジされるとラスボス鬼は、シターラが操縦する戦闘車の後ろに乗り、「鬼」という漢字で造られたエリアの外周を移動しながらプレイヤーへ攻撃を仕掛ける。ラスボス鬼の攻撃や機動力は上がっているが、バズーカの球が切れると補充しなければいけないうえ、ラスボス鬼は戦闘車に乗車しているため、小回りが効かない弱点を持つ。
  - 第7回 - 基本的武装や弱点、シターラの戦闘車は第6回と同じ。ただし、これまでタイジまで時間無制限だったのに対して、今回はラスボス鬼登場から10分の制限時間がつけられ、タイムオーバーになると、待機していた16体の鬼が、ラスボス鬼の魔力によって覚醒・放出され、プレイヤー全員に襲い掛かり、プレイヤーの勝ち目がなくなる（プレイヤーは、十字のフィールドの上でしか移動することが出来ないが、十字のフィールドから足を踏み外せば強制失格となる。）。
  - 第8回 - 基本的武装はこれまでと同じだが、戦闘車と制限時間は撤廃。また、スケートリンクにある巨大な城の上に、ラスボス鬼が陣取っているため、高さがあり攻撃しづらい。ただし、エリア3か所のボタン（赤・青・黄）を1つ押すごとに城が1段ずつ下がり、3つ全てのボタンを押せば、ラスボス鬼の弱点が見えるようになる。シターラは、1個目のボタン→CO2ガスで妨害、2個目のボタン→放水で妨害、最後の3個目のボタンは、ボタンが取り付けられたラジコンカートを操縦して妨害する（ただし、シターラが妨害しているボタンを押そうと必死になると、ラスボス鬼の攻撃を受けて、プレイヤーは即脱落となるため、ボタンを押しに行くタイミングが重要となる。）。
  - 第9回 - 基本的武装はこれまでと同じだが、前回に撤廃されていた制限時間が復活。ラスボス鬼との対決から10分経過すると、待機している青いリング周辺の鬼が目覚め、プレイヤー全員に襲いかかり、プレイヤーの勝ち目がなくなる。また、ラスボス鬼の弱点は封印されており、ラスボス鬼の弱点を開くためのボタン（赤）は、シターラが持つ竿の先にぶら下げらけており、それを取って押さなければラスボス鬼の弱点は開かない。さらに、妨害として「鬼の手先」（山本貴弘）が薬（ローション）を撒いて滑りやすくなり、ボタンが取りにくくなる（ただし、シターラが持つ竿の先にぶら下がっているボタンを取ろうと必死になると、ラスボス鬼の攻撃を受けて、プレイヤーは即脱落となるため、ボタンを取るタイミングが重要である。）。
  - 第10回 - 基本的武装はこれまでと同じだが、制限時間が撤廃され、代わりに戦闘車が復活。ただし、ボールを補給するポイントが1か所に固定され、ボールがなくなると補給ポイントまで戻らなければならない。また、ラスボス鬼の弱点は、前回と同様に封印されており、ラスボスの鬼の弱点を開くための4つのボタン（赤・青・黄・緑）は、「鬼の手先」の「ヤスムラ」によって、「×」印状のフィールドの先にランダムに設置される。しかも、2つ目は道中の置き石、3つ目はヤスムラによる放水の妨害、最後の4つ目は坂道で押しづらくなっている。さらに、プレイヤーはフィールド内を子供用三輪車で移動しなければならない（ボタンを押すために移動しようと必死になると、ラスボス鬼の攻撃を受けて、プレイヤーは即脱落となるため、ボタンを押しに行くタイミングが重要である。）。
  - 第11回 - ラスボス鬼は第5回と同様の大砲を使って攻撃をするが、今回はプレイヤーに当たってもプレイヤーは脱落したことにならない。その代わり今回プレイヤーには、タライとオール代わりのひしゃくが用意されており、それらを使用しながらラスボス鬼との決戦に挑まなくてはならない。大砲とシターラの放水で、プレイヤーがタライから転覆してしまうと、そのプレイヤーは待機していた鬼から攻撃を受け強制失格。また、ラスボス鬼の弱点は、前回と同様に封印されており、ラスボス鬼の弱点を開くことが出来るボタン（青・黄）は2つあり、1つは20m離れた場所、もう1つはシターラが動かすラジコンボートにつながっている。解放すれば倒せるが、それは前半戦を終わらせるだけに過ぎず、背中にある真の弱点が解放されると同時に後半戦に移行。恒例の戦闘車の代わりにシターラが操縦するカヌーに乗り、バズーカで攻撃してくるが、前半戦同様水没を狙ってくる。また、放水はシターラに変わり「鬼の手先」（庄司智春）が行ってくる。また、弾切れになると前回同様設置された補給ポイントへ向かうのだが、今回は補給ポイントが2カ所に増えた（ただし、今回のラスボス鬼はやたらバズーカを連射するため、即座に弾切れを起こしやすく、シターラもカヌーを手動で動かすため、スピードが遅く、シターラの疲労が蓄積する欠点もある）。

## 特別ステージ
青鬼ステージ
- 第2 - 4回の特定の場所で挑戦することができるステージ。「ゴーカートに乗った状態で襲い掛かる鬼をタイジする」、「野球鬼をタイジする」、「迷路やお化け屋敷など見通しの悪いところにいる鬼をタイジする」など、青鬼との難易度の高い戦いにプレイヤーが挑む。
- 全ての鬼をタイジすることができれば、その鬼をタイジしたことによる賞金（倒した数×5万円）を獲得。（ただし、プレイヤーが脱落してしまうと、その時点で倒した青鬼も全て復活してしまうため、次にやってきたプレイヤーは先行者と全く同じ条件での挑戦となる。）
- 必ず誰かが全ての青鬼をタイジして、クリアすることがゲームを通しての必須条件となっている。
- また、用意されている弾数は限られているため、プレイヤーのむやみな攻撃は弾切れによる脱落を招いてしまう。

復活ステージ
- 第2 - 5、7 - 10回で登場。第2回では、2人組のパートナーを失い、単独行動を強いられているプレイヤーのみが、第3回以降では、生き残っているプレイヤー全員が参加対象者となり、任意でイベントに挑戦。成功すれば第2回では、相方となるパートナーを、第3 - 5回では、脱落したプレイヤー（チームメイト）の中から1人選択し、復活させることができる。
- 第2、4回では「標高370メートルの吊り橋を鬼に追いつかれる前に渡りきる」、第3回では「高さ60メートルまで打ち上がる絶叫タワーに乗りながら謎解き問題を解く」、第5回では「SASUKEを再現したエリアを突破する」もしくは「制限時間内にバンジージャンプをする」、といった体を張った試練に挑み、成功すればプレイヤー1人復活に加え、ボーナスとして挑戦者はイベント鬼をタイジした賞金（3~10万円）も獲得できる。ただし、失敗すればステージ内の鬼に撃破され、自分自身が本戦から脱落となる。
- 第7回では、各チームの代表者1人がダーツに挑戦し、刺さった場所に書かれている名前のプレイヤー1人が復活。ただし、「OUT」に刺さってしまうと投げた本人が脱落となる。
- 第8回では、各チームの代表者1人が各チームによって異なる鬼辛グルメ（激辛料理）を5分以内に完食すれば成功、第9回では、各チームの代表者1人が全チーム共通の鬼辛グルメ（カップラーメン）を3分以内に完食すれば成功、第10回では、各チームの代表者1人が夏うたカラオケに挑戦し85点以上取れれば成功。なお、第8回からは、失敗しても本戦脱落のペナルティはない。

サムライ鬼ステージ
- 第3、4回で登場。この時点で残っているプレイヤー全員が強制参加。エリア内に剣術の達人「サムライ鬼」が出現。
- さらにプレイヤーの武器が、特殊銃から短い青色の棍棒に変えられてしまう（青色の棍棒のみでサムライ鬼に勝利することはほぼ不可能）。
- プレイヤーは、サムライ鬼の捜索をかいくぐり、エリア内に点在する宝箱を探し、宝箱に書かれている計算問題や謎解き問題を解き、4桁のナンバーロックを解錠することで、数発のみ装填された特殊銃を入手。これを入手できればサムライ鬼をタイジすることが容易になる。
- 第3回ではサムライ鬼をタイジし、胸元に取り付けられている「鬼の紋章」を獲得して、プレイヤーがゴール地点までたどり着けばステージクリア、第4回では1人ごとに鬼を1体タイジした瞬間にステージクリア。
- 無論、状況が限られているものの、短い青色の棍棒でサムライ鬼をタイジしても構わない。

オーニーを探せ
- 第9～11回で登場。
- プレイヤーから少し離れた場所から、本物の鬼とは異なる鬼面を装着した大量の鬼の手先たちが出現。1曲につき1分30秒～2分程度のダンスやマーチングバンドを披露するが、各曲ごとに本物の鬼が1､2体紛れている。
- プレイヤーたちはオーニーのパフォーマンス中に、鬼面を見ながら本物の鬼を探し出さなければならない。本物の鬼を見つけた際、その鬼が所持している楽器（第9回のマーチングバンド）や着用しているTシャツの色（第10､11回）が目印となるので、他のプレイヤーに助言しても良い。
- パフォーマンスが終了した直後に鬼の手先たちと本物の鬼が、プレイヤーたちを目掛けて一斉に走り出す。本物の鬼は衣服に隠し持っていた武器（棍棒）を手にして、プレイヤーに襲いかかるため、プレイヤーのもとに到着して攻撃を受ける直前に、本物の鬼の弱点である首を撃てばタイジできる。ただし、銃弾（解答権）は1曲ごとに各プレイヤー1発（1体）ずつのみ。
- 本物の鬼を誰も撃てなかった場合、鬼1体につきプレイヤー1人が攻撃を受けて脱落となる。ただし、仮にパフォーマンス中に本物の鬼を見つけられていなくても、プレイヤーが襲撃時の咄嗟の間に撃ち倒せればセーフとなる。

鬼かくれんぼ
- 第11回で登場。この時点で生き残っているプレイヤー全員が銃を奪われた後に強制参加となる。
- 各プレイヤーは15分以内に隠れ場所を決めて潜伏する。（既に倒された鬼のアイテムやダミー人形などをプレイヤーが逆利用しても良い。）
- スタートと同時に5体の青鬼が捜索を開始。制限時間は30分。青鬼に発見されたプレイヤーは、青鬼が所持する棍棒で、すぐさま攻撃を受けて脱落。残り5分になると、更に5体の青鬼が追加され、合計10体となる。
- プレイヤーが30分間見つからずに隠れきれればクリアとなり、生き残ったプレイヤー全員がボーナスとして5万円獲得。

最終決戦（シーズン1）
- 第1回 - 第4回までのファイナルステージ。
- 第3回までは、2人1組ずつ、第4回では、プレイヤー全員が集まり、ラスボス鬼のタイジを目指す。

盾持ち鬼（第1回）
- 前哨戦として、インラインスケート鬼とアクロバット鬼を1体ずつ倒した後に、盾を持ったラスボス鬼と対決する。プレイヤーがラスボス鬼をタイジできれば完全制覇。

ドローン鬼（第2 - 4回）
- エリア内に潜み、ドローンを操るラスボス鬼を、プレイヤーがタイジすれば完全制覇。
- 第2回では、段階ごとにドローンの最高時速が変わるドローン鬼3体（イベントステージ同様一度に全て撃破しなければ復活してしまう）、第3回では、ドローン鬼2体に対し、2組に分かれ1体ずつ対決、第4回では、前哨戦の野球鬼3体を倒してから、ドローン鬼1体と対決する。

最終決戦（シーズン2）
- 第5回からのファイナルステージ。
- ここまで生き残ったプレイヤーが集結し、プレイヤー全員でラスボス鬼の本拠地（第5回は「鬼ヶ島」、第6回は「鬼牙城」、第7回は「鬼牙岳」、第8回は「氷の鬼ヶ城」、第9回は「鬼病院」、第10回は「鬼ロックフェス会場」、第11回では「鬼ウォーターパーク」）に向かい、最終決戦で対決するラスボス鬼のタイジを目指す。
- 第6回からは、シターラの案内によって進行する。

銃再獲得戦（第6､7回）
- 第6回以降で登場。本拠地に入る前にプレイヤー全員が使用した銃を没収されるため、再び銃を獲得するために挑まなければならない。
- ロッカーが設置されており、プレイヤーは1人ずつ順番に「鬼という漢字が入った、シターラが考えた偽物のことわざ（第6回）」、「部首に鬼が書かれた実在する漢字（第7回）」のロッカーを1台ずつ開け、銃が入っていればクリアとなる。ただし、ハズレのロッカー1台だけに鬼が入っており、そのロッカーを開けたプレイヤーは鬼の攻撃を受け、即脱落となる。
- ロッカーから解放された鬼は、すぐさま既に銃を獲得したプレイヤーたちにも襲いかかるが、銃を獲得したプレイヤーとは距離があるため、先に銃を獲得したプレイヤーが鬼をタイジし、鬼をタイジしたプレイヤーは賞金を獲得する。
- その時点でまだ挑戦していないプレイヤーがいた場合、そのプレイヤーたちは挑戦せずして、無条件で銃を獲得できクリアとなる。
- 第6回では、プレイヤーの人数+1台設置されており、全員クリアの可能性もあったが、第7回では、プレイヤーの人数分しかロッカーがないため、必ず誰か1人が犠牲になる。

銃再獲得戦（第8回）
- 前半戦で一度使用した銃を没収され、各チームに分けられた試練（だるまさんが転んだ、警察犬に注意しながら迷路を進む、カートやボートに乗り規定時間逃げ切る、目利きクイズに挑む（ハズレは泥にはまり強制失格）など）をクリアすれば、プレイヤーは没収された銃を入手することが出来る。ただし、試練に失敗したプレイヤーは鬼の攻撃を受け、脱落となる。

銃再獲得戦（第9回）
- 第9回では、一度使用した銃を没収され、第8回の「知力の試練」（後述）と同様、プレイヤーは、1人ずつ鬼たちが眠っている部屋に入り、制限時間60秒の中で、鬼の手先であるマツマール（松丸亮吾）からの謎解き（1問のみ）に挑まなければならない（なお、マツマール（松丸亮吾）は、VTRにて謎解き（1問のみ）を出題する。）。ちなみに、眠っている鬼たちのベッドに付いている机の上には、アイテムが置かれており、謎解きで導いたアイテムと一致する鬼の胸に南京錠の鍵がある。プレイヤーが謎を解き、鍵を見つけて南京錠を開錠し、鬼たちが眠っている部屋から脱出し、試練をクリアすれば、没収された銃を入手することが出来る。ただし、時間切れや謎解きで間違ったアイテムの鬼の胸を探ると鬼が起き、プレイヤーに襲いかかり、プレイヤーは脱落となる。ちなみに、プレイヤーが謎解きに挑戦している間、部屋の扉に南京錠でロックされ、プレイヤーが試練をクリアしなければ、鬼たちが眠っている部屋から脱出することはできない。

銃再獲得戦（第10回）
- 第8回と同様、プレイヤーは前半戦で一度使用した銃を没収され、各チームに分けられた試練（マッチョ軍団の妨害を避けながら制限時間3分間の間に拘束された鬼を倒す、だるまさんが転んだ）に挑む。ただし、試練に失敗したプレイヤーは鬼の攻撃を受け、脱落となる。

上級鬼戦
- 第5～7回で登場。鬼化したアスリートとの対決。青鬼ステージ同様、プレイヤーは1人ずつしか挑戦できず弾数も制限される。
- プレイヤー挑戦時には、第5回では鬼の側近が、第6回ではシターラが出入口をカンヌキで封鎖するため、プレイヤーには鬼を倒し切るか脱落するしか方法はない。ちなみに、倒した鬼はプレイヤー自身が脱落しても復活しないため、後続のために戦力を削ることもできる。
- また、第6回では、シターラが餞別として、3つの宝箱から盾をくれるが、当たりの盾（大きい盾）は1つのみで、残り2つの盾はハズレの盾（小さい盾、大きいが攻撃を受けるとすぐ壊れる盾）となっている。
- また、第7回では、上級鬼はサイドカーに乗り、過去の青鬼ステージのゴーカート戦のような乗り物システムが使われた。

鬼か本物か!?歌声聴き分け試練
- 第10､11回で登場。
- 本物（あるアーティスト）と鬼（モノマネアーティスト）が曲（1曲のみ）を歌っている歌声を聞き分けて、本物を当てる2択クイズに挑む試練。
- 1曲につきプレイヤー1人ずつ挑戦し、正解すればクリアとなり、プレイヤーはその場から脱出できる（ただし、鬼は倒せないため賞金は貰えない）。不正解だった場合は、周囲にいる無数の鬼たちからの攻撃を受け、プレイヤーは脱落となる。問題が尽きる（例題を除き全3､4問）と試練終了となり、挑戦しなかったプレイヤーは試練免除（無条件でクリア）となる。

最終決戦
- ラスボス鬼との直接対決。前哨戦として護衛の鬼（第5、7回→ハンドボール鬼×3体、第6回→手裏剣鬼×4体、第8回→フィギュアスケート鬼×3体+アイスホッケー鬼×2体、第9回→ラグビー鬼×1体+相撲鬼×1体、第10回→「オーニーを探せ」内のノーマル鬼×4体+ライブ内のノーマル鬼9体）との戦いを経てラスボス鬼との直接対決となる。
  - ラスボス鬼の前哨戦として登場した護衛の鬼の胸には「×」となっており、鬼の弱点を狙えないようになっているが、フィギュアスケート鬼→（赤・青・黄）の3つのいずれかのボタン（第8回）、アイスホッケー鬼→（赤・青・黄・緑）の4つのいずれかのボタン（第8回）、ラグビー鬼・相撲鬼→（赤・青）の2つのボタン（第9回）を押すことで、ボタンと連動した鬼の胸の「×」が開き、鬼の弱点が狙えるようになる（ただし第8回のみ、ボタンを押しても、鬼の胸の「×」が開かないハズレのボタンもある。また、第9回には、プレイヤーがバトルスーツ（バルーン）に入り、殴られて倒されることはないが、ラグビー鬼はタックル、相撲鬼は張り手で突き落とそうとしてくる。ラスボスとの対決はバトルスーツを脱ぐことも可能。なお、バトルスーツ（バルーン）には、鬼の弱点を狙えるようになっている穴が開けられており、その穴を使って鬼の弱点を狙うことが可能。）。
  - また、エリア内はロープなどで区切られており、その中しか、プレイヤーは動くことができない（第7回では、プレイヤーは、十字のフィールドから足を踏み外せば強制失格、第9回では、プレイヤーは、正方形の青いリングから足を踏み外せば強制失格。また、10分の制限時間が設けられており、第7回では、タイムオーバーになると、16体の鬼がプレイヤーに襲い掛かり勝ち目がなくなる、第9回では、タイムオーバーになると、青いリング周辺の鬼がプレイヤーに襲い掛かり勝ち目がなくなる。）。

### 第8回に登場したイベントなど
スペシャルアイテム獲得
- 第8回で初登場。ラスボス鬼からのプレゼントとして、各チームに1人分ずつの金色のスペシャルアイテムが送られてくる。

金ベスト
- この金ベストを着用しているプレイヤーのみ、1度だけ鬼の攻撃を受けても、脱落を免れることができる（攻撃を受けると同時に金ベストは消滅）。ただし、金ベストを着用している間、そのプレイヤーは他のチームメイトよりも鬼の標的にされやすくなる。

金の連射銃
- 通常の光線銃よりも重いが、トリガーを引いている間、銃弾を連射することができ鬼を撃ち倒しやすくなる。銃弾の数は200発。

鬼列車戦
- 第8回に登場。2両編成となっており、前の車両にプレイヤーが乗車するが、その後ろの車両には大量の鬼が乗車する地獄の鬼列車。ここでは2種類の試練に挑まなければならず、試練に失敗すれば鬼の攻撃を受け、プレイヤーは即脱落となる。

知力の試練ー謎解き鬼電車
- プレイヤーは、1人ずつ大量の鬼が乗車している後ろの車両に入り、制限時間60秒の中で、鬼の手先であるマツマール（松丸亮吾）からの謎解き（1問のみ）に挑まなければならない（なお、マツマール（松丸亮吾）は、VTRにて謎解き（1問のみ）を出題する。）。
- 謎解き鬼電車挑戦中は、車両間の扉に南京錠でロックされ、プレイヤーが知力の試練をクリアしなければ、前方の車両に戻ることは出来ない。
- 制限時間中は、鬼列車の支配人であるコンーノ（今野浩喜）の睡眠時計発動により、後ろの車両に乗っている大量の鬼は眠っているが、制限時間を過ぎると睡眠時計が解除され、プレイヤーは眠っていた大量の鬼の攻撃を受けてしまう。
- 眠っている大量の鬼各々には、アイテムを持っており、謎解きで導いたアイテムを持っている鬼の胸に南京錠の鍵がある。
- 制限時間60秒間で、プレイヤーが謎を解き、鍵を見つけ、南京錠を開錠し、大量の鬼が乗車している後ろの車両から脱出できれば、プレイヤーは知力の試練クリアとなる。
- ただし、時間切れや謎解きで間違ったアイテムを持つ鬼の胸を探ると鬼が起き、プレイヤーに襲いかかり、プレイヤーは脱落となる。

体力の試練ー鬼ラックアウト
- 前段に5個、後段5個の計10個ある的を、プレイヤーが野球（投球）とサッカー（キック）の2種目で射抜く試練。
- プレイヤーが的を壊すと、その的の下にいる鬼を撃墜することができる。
- 制限時間2分でプレイヤーが的10個全て壊すことができなければ、プレイヤーは壊せなかった的の下にいる鬼の襲撃を受け即脱落。
- 野球版は、プレイヤーから的まで前段12メートル、後段14メートル離れており、サッカー版は、プレイヤーから的まで前段10メートル、後段12メートル離れている。

鬼自転車戦
- 第8回に登場。第8回の最終決戦地である氷の鬼ヶ城へ通じる最後の関門。
- プレイヤーは、プレイヤー同士でペアを組んだ2人で挑戦し、線路上にある2人乗り用の自転車（横に連結された2つの自転車）を漕ぎながら、前から襲ってくる、さまざまなタイプの鬼を銃で倒し、ゴールを目指さなければならない。さらに、プレイヤーがスタートしてから15秒後には、2人乗り自転車（プレイヤーと同様、横に連結された2つの自転車）に乗った最強競輪鬼が、プレイヤーの背後から襲撃を狙う。
- プレイヤーが、前から襲ってくる鬼らを仕留められずに攻撃を受けた場合や、競輪鬼に追いつかれた場合は脱落となる。
- プレイヤーが自転車を漕ぎながら、鬼へ照準を当てるのは難しく、プレイヤーが自転車を漕ぐ足を止めると、競輪鬼にも追いつかれてしまうため、プレイヤーがどれだけ早く前から襲ってくる鬼を倒せるかがキーとなる。
- なお、ペアを組んでいないプレイヤーは、1人でこの「鬼自転車戦」に挑戦することになる。

## 放送日時
| 回数 | 放送日         | 放送時間（JST）   | サブタイトル               | 舞台（前半戦→後半戦） | 鬼                                       | プレイヤー            | 結果                               |
| ---- | -------------- | ----------------- | -------------------------- | --- | ---------------------------------------- | --------------------- | ---------------------------------- |
| 1    | 2020年12月5日  | 土曜14:00 - 14:54 | -                          | 旧出丸小学校（廃校） | 30体                                     | 5組10人               | 鬼タイジ成功                       |
| 2    | 2021年3月9日   | 火曜19:00 - 20:57 | -                          | さがみ湖リゾート プレジャーフォレスト | 60体                                     | 8組16人               | 鬼タイジ成功                       |
| 3    | 2021年8月27日  | 金曜19:00 - 22:00 | -                          | よみうりランド | 66体                                     | 21人                  | 鬼タイジ成功                       |
| 4    | 2021年9月26日  | 日曜19:00 - 20:57 | -                          | さがみ湖リゾート プレジャーフォレスト | 57体                                     | 13組15人              | 鬼タイジ成功                       |
| 5    | 2021年12月31日 | 金曜20:00 - 23:45 | 大晦日決戦in鬼ヶ島         | 鬼村（猿ヶ京温泉）→鬼ヶ島 | 120体（鬼村109体+鬼ヶ島11体）            | 5チーム20人           | 鬼タイジ成功                       |
| 6    | 2022年3月19日  | 土曜18:51 - 21:00 | 呪われた房総半島編         | 房総半島（龍宮城スパホテル三日月、渓谷、廃墟→鬼牙城(STUDIOAQUA)）                                                                            | 53体（前半戦44体+鬼牙城9体）             | 4チーム16人           | 鬼タイジ成功                       |
| 7    | 2022年8月31日  | 水曜19:00 - 21:57 | 箱根 夏の陣                | 箱根（ユネッサン、芦ノ湖、旅館街→鬼牙岳） | 61体（前半戦49体+鬼牙岳12体）            | 4チーム16人           | 鬼タイジ失敗（初のプレーヤー全滅） |
| 8    | 2022年12月31日 | 土曜18:15 - 23:45 | 大晦日決戦〜鬼と氷の女王〜 | 日光、日光江戸村→碓氷峠鉄道文化むら、氷の鬼ヶ城                                                                                              | 167体（前半戦130体+後半戦37体）          | 5チーム20人+助っ人3人 | 鬼タイジ成功                       |
| 9    | 2023年4月2日   | 日曜19:00 - 21:54 | 鬼病院 占拠                | 町工場&岩船山中腹採石場跡、白鴎大学、源流林&桐生川ダム湖 (梅田湖)、洋館→鬼病院（埼玉県立大学）                                               | 67体（前半戦64体+鬼病院3体）             | 4チーム16人           | 鬼タイジ成功                       |
| 10   | 2023年8月30日  | 水曜19:00 - 22:57 | フジ鬼ロック2023夏         | 山梨県富士山周辺（山中湖、山道&訓練場（ふじてんスノーリゾート）、学校（ワンダーフォーゲルフィールド）→鬼ロックフェス会場（富士山樹空の森）） | 67体（前半戦53体+鬼ロック14体）          | 4チーム16人           | 鬼タイジ成功                       |
| 11   | 2024年2月3日   | 土曜18:51 - 21:54 | 節分決戦inハワイアンズ     | スパリゾートハワイアンズ | 27体（前半戦21体+鬼ウォーターパーク6体） | 4チーム16人           | 鬼タイジ成功                       |

## 出演者

### プレイヤー
第1､2回では行動を共にする2人組、第5回以降ではチームおよびチームカラーを表記。勝者は太字で表記。
第1回
- 片岡愛之助（リーダー）&小島よしお
- 王林（当時りんご娘）&別府ともひこ（エイトブリッジ）
- 尾形貴弘（パンサー）&田中史朗
- ジェシー（SixTONES）&田中樹（SixTONES）
- 藤田ニコル&ゆん（ヴァンゆん）

第2回
- 加藤浩次（極楽とんぼ）（リーダー）&板倉俊之（インパルス）
- 尾形貴弘（パンサー）&三宅健（V6/Coming Century）
- 狩野英孝&ギャル曽根
- ジェシー（SixTONES）&田中樹（SixTONES）
- ティモンディ(高岸宏行&前田裕太)
- 篠田麻里子&藤本敏史（FUJIWARA）
- 本並健治&丸山桂里奈
- 馬淵優佳&吉田沙保里

第3回
- あばれる君
- 板倉俊之（インパルス）
- 井上瑞稀（HiHi Jets / 旧ジャニーズJr.）
- おいでやす小田
- 尾形貴弘（パンサー）
- 春日俊彰（オードリー）
- 加藤浩次（極楽とんぼ）
- 狩野英孝
- 小島よしお
- 竹脇まりな
- 田中史朗
- 中澤佑二
- 那須川天心
- 福田麻貴（3時のヒロイン）
- 藤田ニコル
- 藤光謙司（世界陸上4×100mリレー 銅メダリスト）
- フワちゃん
- 馬淵優佳（2連続目の完全制覇）
- みちょぱ（池田美優）
- ゆめっち（3時のヒロイン）
- 吉田沙保里

第4回
- ウエンツ瑛士
- 浦川翔平（THE RAMPAGE from EXILE TRIBE）
- ウルフアロン（東京オリンピック柔道男子100キロ級代表・金メダリスト）
- 岡部大（ハナコ）
- 尾形貴弘（パンサー）
- 草薙航基（宮下草薙）
- 小島瑠璃子
- 佐藤楓（乃木坂46）
- ティモンディ（高岸宏行、前田裕太）
- 野呂佳代
- マヂカルラブリー（野田クリスタル、村上）
- 馬淵優佳
- 与田祐希（乃木坂46）

第5回
■チーム間宮
- アンミカ
- 尾形貴弘（パンサー）
- 東啓介
- 間宮祥太朗

■チームアスリート
- ウルフアロン（東京五輪柔道男子100kg 級金メダリスト）
- オカダ・カズチカ（新日本プロレス）
- 髙藤直寿（東京五輪柔道男子60kg級金メダリスト）
- 水谷隼（東京五輪卓球混合ダブルス金メダリスト）

■チーム中村アン
- エレナ・アレジ・後藤
- 高橋光臣（初参戦かつ初の賞金1,000,000円超えでの完全制覇）
- 中村アン
- 有輝（土佐兄弟）

■チーム貴乃花
- ジャングルポケット（太田博久、おたけ、斉藤慎二）
- 貴乃花光司

■チーム春日
- 春日俊彰（オードリー）
- 塚田僚一（A.B.C-Z）
- 中澤佑二
- フワちゃん

第6回
■チームラミレス
- アレックス・ラミレス
- 小栗有以（AKB48）
- 宮下草薙（草薙航基、宮下兼史鷹）

■チームサッカー
- 大久保嘉人
- 尾形貴弘（パンサー）（6回目にして初の完全制覇）
- 中澤佑二
- 三浦獠太

■チーム春日
- 春日俊彰（オードリー）
- 潮田玲子
- フワちゃん
- 増嶋りゅうせい（潮田玲子・長男）

■チームSixTONES
- 近藤春菜（ハリセンボン）
- ジェシー（SixTONES）
- 田中樹（SixTONES）
- 寺田心

第7回
■チーム春日
- 上原りさ（『おかあさんといっしょ』5代目身体表現のおねえさん）
- 春日俊彰（オードリー）
- 小林よしひさ（『おかあさんといっしょ』11代目たいそうのおにいさん）
- フワちゃん

■チーム女子アスリート
- 尾形貴弘（パンサー）
- 髙木菜那（平昌五輪スピードスケート女子団体パシュート&マススタート金メダリスト）
- 福島千里（陸上女子100m、200m日本記録保持者）
- 村上佳菜子（ソチ五輪フィギュアスケート女子日本代表）

■チーム水谷&錦鯉
- 錦鯉（長谷川雅紀、渡辺隆）
- 水谷隼（東京五輪卓球混合ダブルス金メダリスト）
- 水谷茉莉花（水谷隼・長女）

■チームSnow Man
- 深澤辰哉
- 向井康二
- 目黒蓮
- 渡辺翔太

第8回
■チーム冒険少年
- あばれる君
- 川島海荷
- フワちゃん
- 松田宣浩（読売ジャイアンツ）

■チームジャイアンツ
- 尾形貴弘（パンサー）
- 高梨雄平（読売ジャイアンツ）
- 元木大介（読売ジャイアンツ1軍ヘッドコーチ）
- 今村信貴（読売ジャイアンツ）

■チーム春日
- 春日俊彰（オードリー）
- 近藤春菜（ハリセンボン）
- 貴乃花光司
- 高山一実

■チームサッカー
- 槙野智章（2018年ロシアW杯日本代表）
- 松井大輔（2010年南アフリカW杯日本代表）
- 宮下草薙（宮下兼史鷹、草薙航基）

■チーム錦鯉＆本田
- 錦鯉（長谷川雅紀、渡辺隆）
- 本田望結
- 本田紗来

■助っ人
- 宇佐美貴史（ロシアW杯日本代表）
- 髙木菜那（平昌五輪スピードスケート女子団体パシュート&マススタート金メダリスト）
- 高橋光臣（第5回完全制覇者）

第9回
■チームジャニーズJr.
- 安嶋秀生（少年忍者 / 旧ジャニーズJr.）
- おいでやす小田
- 菅田琳寧（7 MEN 侍 / 旧ジャニーズJr.）
- 若槻千夏

■チーム春日
- 糸井嘉男（元プロ野球選手）
- 春日俊彰（オードリー）（9回目にして初の制覇）
- 高橋光臣
- 本田仁美（AKB48）

■チーム金メダリスト
- 入江聖奈（2020東京五輪ボクシング女子フェザー級金メダリスト）
- 尾形貴弘（パンサー）
- 川井友香子（2020東京五輪女子レスリング女子62キロ級金メダリスト）
- 金城梨紗子（旧姓・川井）（2020東京五輪女子レスリング女子57キロ級金メダリスト）

■チーム錦鯉
- 大久保嘉人（元プロサッカー選手）
- 錦鯉（長谷川雅紀、渡辺隆）
- 松村沙友理

第10回
■チームフワ・あばれる
- あばれる君
- 佐々木大光（7 MEN 侍/ 旧ジャニーズJr.）
- 菅田琳寧（7 MEN 侍/ 旧ジャニーズJr.）
- フワちゃん

■チーム尾形
- 尾形貴弘（パンサー）
- 髙木菜那（2018年平昌オリンピックスピードスケート女子団体パシュート&マススタート金メダリスト）（女性初の単独での完全制覇にして2度目の制覇）
- ぺこぱ（シュウペイ、松陰寺太勇）

■チームアスリート
- 登坂絵莉（2016年リオデジャネイロオリンピックレスリング女子48キロ級金メダリスト）
- 信子（ぱーてぃーちゃん）
- 槙野智章（2018年ロシアW杯日本代表）
- 吉田沙保里（2004年アテネ・2008年北京・2012年ロンドンオリンピックレスリング女子55キロ級金メダリスト）

■チーム錦鯉
- 錦鯉（長谷川雅紀、渡辺隆）
- 東村芽依（日向坂46）
- 松田好花（日向坂46）

第11回
■チームあばれる君
- あばれる君
- 小川桜花（Girls²）
- 酒井貴士（ザ・マミィ）
- Dream Ami

■チーム千葉ロッテ
- 角中勝也（千葉ロッテマリーンズ）
- 小島和哉（千葉ロッテマリーンズ）
- ぺこぱ（シュウペイ、松陰寺太勇）

■チームフワちゃん
- 久間田琳加
- フワちゃん
- 松田宣浩
- 嶋崎斗亜（Lil かんさい/ ジュニア）

■チーム高橋光臣
- 佐野岳
- 高橋光臣（2度目の完全制覇）
- 信子（ぱーてぃーちゃん）
- ハシヤスメ・アツコ

### その他
第1、2回で、エリア内のどこかで登場するが、後述の「鬼の手先」とは異なり、一部の例外を除き、鬼タイジには一切関係ない。
第1回
- 菅良太郎（パンサー）
- 鬼越トマホーク
- 薄幸（納言）

第2回
- 沙羅
- 椿鬼奴
- サンシャイン池崎
- 見取り図

### 鬼の手先
第3回以降から登場した。鬼ではないため、プレイヤーに攻撃はして来ないが、鬼に魂を支配されており、鬼のために行動して、プレイヤーを妨害し脱落させようと試みる。場合によってはプレイヤーの妨害ではなく、特別ステージの進行を行うこともある。第5回以降では、プレイヤーたちにも判別できるように、鬼の手先には、体のどこか（主に顔か手）に「鬼の刻印」（「鬼」と書かれたタトゥーシール）が刻まれている。
第3回
- 椿鬼奴
- サンシャイン池崎
- マヂカルラブリー
- 松丸亮吾

第4回
- とにかく明るい安村
- 西村瑞樹（バイきんぐ）

第5回
- 武田真治
- 宮下草薙
- 鬼越トマホーク
- 華原朋美
- 原田龍二、原田愛（原田龍二の妻）、花巻杏奈
- Mr.マリック
- とにかく明るい安村、山田勝己
- トム・ブラウン
- サンシャイン池崎
- 鈴木福、鈴木楽、鈴木誉、市岡元気
- 竹原芳子、鳥居みゆき

第6回
- 山村紅葉
- マイケル富岡、箕輪はるか（ハリセンボン）
- 薄幸（納言）
- JP、都留拓也（ラパルフェ）
- 神無月
- モグライダー、美川憲一
- 松木安太郎
- とにかく明るい安村
- 林家三平

第7回
- じゅんいちダビッドソン、浅野ちあき、アモーレ橋本
- 原西孝幸（FUJIWARA）
- ウエスP
- 純烈

第8回（前半戦）
- 山本高広
- ホリ
- いつもここから
- 松村邦洋、長州小力
- 都留拓也（ラパルフェ）
- 荒牧陽子
- 村山輝星
- おさる
- サンシャイン池崎
- トム・ブラウン
- とにかく明るい安村
- 鬼越トマホーク
- テツandトモ
- 川村エミコ（たんぽぽ）
- 井戸田潤（スピードワゴン）
- 福澤朗
- hitomi

第8回（後半戦）
- コンーノ（演：今野浩喜）
- マツマール（演：松丸亮吾）
- じゅんいちダビッドソン、南波雅俊（TBSアナウンサー）
- どんぐーり（演：竹原芳子）

第9回
- 都留拓也（ラパルフェ）
- 高木晋哉（ジョイマン）
- いつもここから
- 長谷川俊輔（クマムシ）
- 沙羅、JP、山本高広、Mr.シャチホコ、ビトたけし、ホリ、はなわ
- 金ちゃん（鬼越トマホーク）
- バイク川崎バイク、サンプラザ中野くん
- AMEMIYA
- マツマール（演：松丸亮吾）

第10回
- とにかく明るい安村
- じゅんいちダビッドソン、山本高広、沙羅
- 北斗晶
- みかん、みなみかわ、脇知弘
- RG（レイザーラモン）
- 小島よしお
- カワムーラ（演：川村エミコ（たんぽぽ））
- 鬼黒摩季（演：荒牧陽子）

第11回
- 山崎静代（南海キャンディーズ）
- 沙羅
- アキラ100％
- 都留拓也（ラパルフェ）、キンタロー。、RG（レイザーラモン）
- 庄司智春（品川庄司）
- ジョニー志村、上原りさ、平野ノラ、マイコーりょう、島崎遥香
- 湘南乃鬼（演：都留拓也（ラパルフェ）、河口こうへい、ジーニー堤、RG（レイザーラモン））

### 鬼化した有名人
第3回以降では、芸能人やアスリートが青鬼や銀鬼（一部例外で赤鬼）として、登場するようになった。通常の鬼とは異なり、鬼自身が喋ることが多々あるが、鬼の音声には加工が施されている。第5回以降では、「人間だったころの名残」として、面の目元に穴が開いている。鬼の真の正体は倒した直後に明かされる。
この一覧での鬼の名前の色は、鬼がどの種別の鬼だったかを指す。
第3回
- 高橋尚成（元読売巨人軍&メジャーリーガー） - 『ボス野球鬼』

第4回
- 岡島秀樹（元ボストン・レッドソックス） - 『メジャーリーガー（野球）鬼』

第5回（鬼村）
- 林下清志 - 「ノーマル鬼」
- 椿鬼奴  - 「ノーマル鬼」
- マック鈴木（元メジャーリーガー） - 「ボス野球鬼」
- 服部勝太（2019年ドッジボール日本代表 主将） - 「ドッジボール日本代表鬼」
- 村山輝星 - 「大玉鬼」
- 横川尚隆 - 「ボディビルダー（鉄球）鬼」
- 小川直也（バルセロナオリンピック柔道 銀メダリスト） - 「怪力（鉄球）鬼」

第5回（鬼ヶ島）
- 中山雅史、松井大輔、佐藤寿人 - 「上級サッカー鬼」
- 塚原直貴、白石黄良々「上級俊足鬼」
- 土井レミイ杏利、信太弘樹、部井久アダム勇樹 - 「上級ハンドボール鬼」

第6回
- 岡島秀樹、森福允彦（元WBC日本代表） - 「野球鬼」
- 山本隆弘（北京オリンピック バレーボール日本代表） - 「上級スパイク鬼」

第7回
- 藤光謙司（世界陸上4×100mリレー 銅メダリスト） - 「俊足鬼」
- クロちゃん（安田大サーカス） - 「大玉スライダー鬼」

第8回
- 中田浩二、坪井慶介、東口順昭 - 「上級サッカー鬼」
- 藤光謙司（ハンター） - 「上級ハンター鬼」
- 井川慶（元阪神・オリックス&メジャーリーガー） - 「伝説のメジャーリーガー鬼」
- 狩野舞子、大友愛 - 「女子バレーボール日本代表鬼」
- 越川優、福澤達哉（パナソニックパンサーズアンバサダー） - 「男子バレーボール日本代表鬼」
- 安藤美姫、無良崇人、鈴木明子 - 「フィギュアスケート鬼」

第9回
- 志水祐介、志賀光明 - 「水球鬼」
- 森福允彦 - 「元WBC日本代表鬼（黄鬼）」
- キンタロー。 - 「社交ダンス鬼（金鬼）」
- 佐藤寿人 - 「サッカー元日本代表鬼（紫鬼）」
- クロちゃん（安田大サーカス） - 「ノーマル鬼（黒鬼）」
- 山田章仁 - 「怪力ラグビー鬼（赤鬼）」
- 豊ノ島 - 「怪力相撲鬼（青鬼）

第10回
- いとうけんいち - 「四足歩行鬼」
- 平田良介（2017年WBC日本代表） - 「侍ジャパン鬼（強力ノック鬼）」
- 上関風雅（日本代表プロドローンレーサー） - 「ドローン鬼」
- 椿鬼奴 - 「水上やぶさめ鬼」
- 佐々木健介 - 「巨大大砲鬼」
- 井戸田潤（スピードワゴン） - 「だるまさんがころんだ鬼」
- Tarkiee、Mr.シャチホコ、ななみなな、nanami - 「モノマネ歌鬼」

第11回
- 井戸田潤（スピードワゴン） - 「青鬼刑事長」
- ななみなな、Mr.シャチホコ、ビューティーこくぶ、よよよちゃん、柴山サリー - 「モノマネ歌鬼」

### ラスボス鬼
有名人がシターラに操られ鬼化し、地域一帯を支配するラスボス鬼。普段は、玉座の水晶で状況を観察し、最終決戦では自ら出陣して、プレイヤーと直接対決する。なお、第5、8回では、顔の一部を隠す番組特製のマスクなどはしておらず、顔にはメイクが施されている。逆に、第6、7回では、顔には特殊メイクのようなメイクが施されており、鼻と口の部分には番組特製のマスクをしている。第9回以降では、日本テレビ系ドラマ『大病院占拠』をモチーフとした、目元と鼻が覆われている鬼の面を装着している。第5回以降から、ラスボス鬼とシターラの出演シーンが、毎回当番組の途中で何度か挿入されるが、ラスボス鬼が喋ったときの声も、ボイスチェンジャーなどで変えられている。人間の姿に戻った後は、鬼化していた時の記憶は無い様子で、一部のラスボス鬼は「駅伝の練習」、「自身が出演しているドラマの宣伝」、「子供の迎え」など別の用事をする道中にシターラに襲われた事が示唆されている。
- 剛力彩芽

第5回のラスボス鬼。竹原芳子と鳥居みゆきをラスボス鬼直属の手先として従えている。また、ゲーム中では見守りつつ、出演しているCMに因み「鬼」と書かれたランチパックやトマトを食べていた。復活ゲームと見せかけて、実際にはプレイヤーを脱落させるよう誘導したり、本拠地に出向いたプレイヤーの銃弾を制限するなど、ラスボス鬼としてはかなり悪役寄りだった。
- 日村勇紀（バナナマン）

第6回のラスボス鬼。舞台版「ハリー・ポッターシリーズ」の宣伝を担当していたため、BGMはハリポタ調が多く使われていた。ラスボス鬼でありながら、シターラに舐められた対応をされるなど、ぞんざいな扱いをされる。
- 原晋

第7回のラスボス鬼。通称「箱根を知り尽くした鬼」であるため、今回の舞台の箱根の地の利があり、それを最大限活かした作戦を立ててプレイヤーを苦しめる。更にそれにちなんで、身につけた鎧も青山学院大学陸上競技部にちなんで緑色。「いい湯だな大作戦」など独特なネーミングや特定のプレイヤー、青鬼の登場時にはその人物に関するコミカルなリアクションを取りはするが、取り巻きのハンドボール鬼に的確な指示を与え、チームプレーを説き励ます凄腕の司令塔。
- 矢田亜希子

第8回のラスボス鬼。アナと雪の女王のエルサのような衣装を着用し、氷の女王の異名がある。大晦日放送に因み、蕎麦が好物で年越し蕎麦を何杯も食べていた。また、プレイヤーを全くまたはほとんど倒せなかった鬼の手先（芸人）を呼び出し、ネタを披露させた挙げ句、鬼の手先（芸人）を氷漬けにするなど冷徹な性格。一方で、特定のプレイヤー登場時にはその人物に関するリアクションをとるだけでなく、ゲームを盛り上げるため、いつものようにプレイヤーに敗者復活のチャンスを与えるだけでなく、アイテムである金ベストや金の連射銃を渡したり、さらには鬼タイジ専用銃を没収したりなど、気まぐれな所も見せている。
- えなりかずき

第9回のラスボス鬼。鬼の面および髪色は白色である。番組内では、「ベテラン感の漂う30代俳優」「紅白歌合戦に出場経験がある」「渡る世間は鬼ばかりの出演者にちなみ、中華そばを食している」などといったヒントが視聴者に与えられていた。第8回同様、プレイヤーをほとんど倒せなかった鬼の手先（芸人）を呼び出し、ネタを披露させ、鬼の手先（芸人）のお尻を怪力鬼2体（赤鬼、青鬼）に叩かせた上で青鬼に担がせて退場させるが、基本は優しい性格で、誰に対しても丁寧な口調で話す。
- DAIGO

第10回のラスボス鬼。鬼の面は黒色、鎧および髪色は金色である。少しチャラ男な性格で「ガチ」「マジ」が口癖。番組内では、「妻が有名人」「親族がすごい人」「モノマネが少し上手い」「ギターが得意」「歌った時に略称を使う」などといったヒントが視聴者に与えられていた。また、放送日の裏番組であり、日本テレビ系列にて放送された「鳥人間コンテスト2023」を喰う（倒す）にちなみ、フライドチキンを食していた。
- 魔裟斗

第11回のラスボス鬼。鬼の面および衣服は黒色で髪色は金色である。番組内では、「ハワイ好きのイクメン」「妻が女優」「3児の父」「ドームを満員にしたカリスマ」などといったヒントが視聴者に与えられていた。また、放送日が節分に因み、節分用豆を食したり、作戦が完全に破綻した鬼の手先（芸人）に向かって投げたりしていた。鬼の手先（芸人）のネタで笑った際にはその失敗を水に流したりするなど、自分に味方するものには情けがある一方、プレイヤーに対しては初めから敗者復活のチャンスも与えず、自分が出向いた際にはとある予防線を張っておくなど全く容赦しない。

### 黒幕
- シターラ（演：設楽統（バナナマン））

有名人をラスボス鬼化させ、そのラスボス鬼を介して舞台となる街の人間たちを鬼化させている全ての黒幕で事実上本番組における司会者。第5回の番組の最後に金色の鬼のお面をつけた黒幕の存在だけが露となっており、第6回でラスボス鬼の側近として登場。しかし、同回のラストで、新たなラスボス鬼候補を探す姿が映され、シターラが黒幕だと発覚した。ただ、第7回ではラスボス鬼が勝利してもラスボス鬼を元の人間に戻し、舞台を鬼の支配から解いている。第8回のティザー広告にて番組公式TwitterとTBSテレビの公式YouTubeアカウントで配信された動画ではシターラの真の目的が舞台を鬼の支配下に落とすことではなく「幼少のころに目の前で突然鬼化した両親を探し、プレイヤーに両親を人間に戻してもらうため」であることが明らかになった。その時に負った目の傷により人間を鬼化できる能力を身に着けている。なお、第8回で、シターラから通知が送られて、挑戦者から嫌な思いを見せる描写があるため、一応シターラとプレイヤーたちの立場を把握している。

## ネット局
第10弾　出典:
| 放送対象地域   | 放送局                    | 系列    | 放送時間           | ネット状況 | 備考       |
| -------------- | ------------------------- | ------- | ------------------ | ---------- | ---------- |
| 関東広域圏     | TBSテレビ（TBS）          | TBS系列 | 水曜 19:00-22:57   | 【制作局】 | 【制作局】 |
| 青森県         | 青森テレビ（ATV）         | TBS系列 | 水曜 19:00-22:57   | 同時ネット |            |
| 山梨県         | テレビ山梨（UTY）         | TBS系列 | 水曜 19:00-22:57   | 同時ネット |            |
| 静岡県         | 静岡放送（SBS）           | TBS系列 | 水曜 19:00-22:57   | 同時ネット |            |
| 新潟県         | 新潟放送（BSN）           | TBS系列 | 水曜 19:00-22:57   | 同時ネット |            |
| 長野県         | 信越放送（SBC）           | TBS系列 | 水曜 19:00-22:57   | 同時ネット |            |
| 富山県         | チューリップテレビ（TUT） | TBS系列 | 水曜 19:00-22:57   | 同時ネット |            |
| 石川県         | 北陸放送（MRO）           | TBS系列 | 水曜 19:00-22:57   | 同時ネット |            |
| 広島県         | 中国放送（RCC）           | TBS系列 | 水曜 19:00-22:57   | 同時ネット |            |
| 山口県         | テレビ山口（tys）         | TBS系列 | 水曜 19:00-22:57   | 同時ネット |            |
| 長崎県         | 長崎放送（NBC）           | TBS系列 | 水曜 19:00-22:57   | 同時ネット |            |
| 北海道         | 北海道放送（HBC）         | TBS系列 | 水曜 21:57 - 22:57 | 短縮放送   |            |
| 岩手県         | IBC岩手放送（IBC）        | TBS系列 | 水曜 21:57 - 22:57 | 短縮放送   | [ 4 ]      |
| 宮城県         | 東北放送（tbc）           | TBS系列 | 水曜 21:57 - 22:57 | 短縮放送   | [ 5 ]      |
| 山形県         | テレビユー山形（TUY）     | TBS系列 | 水曜 21:57 - 22:57 | 短縮放送   | [ 6 ]      |
| 福島県         | テレビユー福島（TUF）     | TBS系列 | 水曜 21:57 - 22:57 | 短縮放送   | [ 7 ]      |
| 中京広域圏     | CBCテレビ（CBC）          | TBS系列 | 水曜 21:57 - 22:57 | 短縮放送   | [ 8 ]      |
| 近畿広域圏     | 毎日放送（MBS）           | TBS系列 | 水曜 21:57 - 22:57 | 短縮放送   | [ 9 ]      |
| 鳥取県・島根県 | 山陰放送（BSS）           | TBS系列 | 水曜 21:57 - 22:57 | 短縮放送   | [ 10 ]     |
| 岡山県・香川県 | RSK山陽放送（RSK）        | TBS系列 | 水曜 21:57 - 22:57 | 短縮放送   | [ 11 ]     |
| 愛媛県         | あいテレビ（itv）         | TBS系列 | 水曜 21:57 - 22:57 | 短縮放送   | [ 12 ]     |
| 高知県         | テレビ高知（KUTV）        | TBS系列 | 水曜 21:57 - 22:57 | 短縮放送   | [ 13 ]     |
| 福岡県         | RKB毎日放送（RKB）        | TBS系列 | 水曜 21:57 - 22:57 | 短縮放送   | [ 14 ]     |
| 大分県         | 大分放送（OBS）           | TBS系列 | 水曜 21:57 - 22:57 | 短縮放送   | [ 15 ]     |
| 熊本県         | 熊本放送（RKK）           | TBS系列 | 水曜 21:57 - 22:57 | 短縮放送   | [ 16 ]     |
| 宮崎県         | 宮崎放送（MRT）           | TBS系列 | 水曜 21:57 - 22:57 | 短縮放送   | [ 17 ]     |
| 鹿児島県       | 南日本放送（MBC）         | TBS系列 | 水曜 21:57 - 22:57 | 短縮放送   | [ 18 ]     |
| 沖縄県         | 琉球放送（RBC）           | TBS系列 | 水曜 21:57 - 22:57 | 短縮放送   | [ 19 ]     |

## スタッフ
2024年2月3日放送分
- ナレーター：服部潤（第1-3,5,7回-）
- 構成：加藤淳一郎（第1-3,5-8,10回-）、西村隆志、鈴木功治（鈴木→第2回-）、塚本翔太（第5回-）、佐藤大地（第9回-）
- TM：鈴木博之（TBSテレビ、第4回-）
- PM：磨田和史、汐田圭一（共に第4回-）、朝日拓郎（第10回-）
- TD：北林良一（第5-8,11回、第9,10回はCAM）、渡辺明（第4回-）
- CAM：望月浩二郎（第4-8,11回、第9,10回はTD）、谷口敦俊（第8,11回、第9,10回はTD）、小笠原朋樹（第11回、第9,10回はTD）、齋藤和彦（第7,8,11回）
- VE：佐藤修（第9回-）
- PA(第8回-)：中澤望（第8,9,11回）
- LD：鈴木博文（第5,10回-）
- ドローン：大貫晶（第6回-、第5回はドローン撮影）
- 美術プロデューサー：大沼陽（第4回-、第3回は美術制作）
- 美術デザイナー(第8回-)：古賀福太郎（第8回-）
- 美術ディレクター(第7回-)：岩谷孝平（第7回-、第3-6回は美術制作）、渡邊晴香（第7,8,10回-、第3-6回は美術制作）、萩野谷風華（第11回）
- 装置：正代俊明（第3回-）、齋藤直人（第5回-）
- 操作：牧ヶ谷純二（第3回-）、権田博之（第8,9,11回）
- 電飾(第9回-)：田谷尚教（第9回-）
- 装飾：田村健治（第3-9,11回）
- 特殊効果：星野達哉（第3-9,11回）
- メイク：久木田梨花（第7,11回）
- 衣裳：湯浅悦子（Y2、第2回-）、杉崎康夫（第7回-）
- 衣裳デザイン：嗣永龍彦（第5回-）
- 鬼マスク・ケース制作：鈴川大葵（第5,8,9,11回、第10回は鬼マスク制作）
- 銃監修：原裕樹（第5,8回-）
- CG：平池優太（第3回-）、田中香帆（第5-8,10回-）
- 音効：星裕(祐)介（第1-5,8回-）
- 編集：森嶋亮（第3回-）、金子将太（第5回-）
- MA：大江拓也（第4-6,8,10回-）
- TK：後藤有紀（第3,4,7,9回-）
- 宣伝協力：フラッグ（第8回-、第4回はTwitter協力）
- 宣伝：竹井英俊（第3-5,7回-）、山岡将成（第11回）【全員→TBSテレビ】
- PR（第5回-）
  - 撮影：西尾真悟（第5回-）
  - ディレクター：北原康太郎（第9回-）
  - プロデューサー：早川大介（第5回-）
- 協力：TBS ACT、ヌーベルアージュ、Move On、東京マルイ、ファーストスナイパー、株式会社レントシーバー、ミックビジョン、自由廊、東京オフラインセンター、Winter fell、DAM 第一興商、 スターラインエクスプレス、BELL WORKSHOP、 山形カシオ、伊東観光協会（TBS・ヌーベル・東京マルイ・ファースト・ミック・東京オフ→第5回-、TBS→第3回は美術協力、第4回は技術協力、ヌーベル→第3,4回は技術協力、東京マルイ→第4回は撮影協力、ミック→第3回は編集、東京オフ→第3,4回は技術協力、第4回は技術協力、Move→第5,8回-、第3,4回は技術協力、自由廊→第6回-、第5回は鬼ヶ島ブロック協力、Winter・スターライン・BELL・山形・伊東→第11回、DAM→第6-8,10回-）
- 撮影協力：スパリゾートハワイアンズ、福島県立平商業高校フラダンス愛好会、日本大学明誠高等学校 ダンス部、仙台第一高校ウォーターボーイズ、akane、浜通り交通、町田市立室内プール（日本大→第10回-、日本大以外→第11回）
- 編成：パリーク亜門（TBSテレビ、第11回）
- 制作進行：大野道子（第8回-）
- デスク：鈴木里奈（第4-6,8回-）
- 制作協力：スマイト・ピクチャーズ、イースト・ファクトリー（共に第7回-）
- AD：戸邊綾香、大河内結希乃、金岡七星、栗田三優、田中駿祐、菅野綾音 / 熱海凪、大西香織、勝又亜衣、河内晴菜、久木田彩音、小谷真由、近藤留美菜、豊島菜奈、西川惟、間野哲平（戸邊・小谷→第6回-、小谷→第5回は鬼村ブロックAD、戸邊→第5回は鬼村ブロックチーフAD、大河内→第8,10回-、金岡→第7-9,11回、栗田→第8回-、栗田→第8回は美優名義、田中・勝又・豊島→第9回-、熱海・河内・久木田・近藤・間野→第10回-、近藤→第10回は近堂名義、菅野・大西・西川→第11回）
- AP：川島侑芽乃（イースト・ファクトリー、第7回-、第7回は有芽乃名義）、上林千秋（第8,11回、第9回は制作進行）、藤田朱里（第9回-、第8回は蒔田名義）、山本敦美（第5,8,9,11回）、山元瞳（第11回）
- ディレクター：永山靖章（BMC、第3,6,7,9回-、第5,8回はチーフディレクター）、林口広平（第1-4,6,7,9回-、第5回は鬼村ブロックディレクター、第8回はチーフディレクター）、木村亮（第3,4,6,7,9回-、第5,8回はチーフディレクター）、杉野将人（第2,7,9,11回、第5回は鬼ヶ島ブロックディレクター、第8回はチーフディレクター、第10回はプロデューサー）、中島義天（スマイト・ピクチャーズ、第2-4,6,7,9回-、第5,8回はチーフディレクター）、渡部修平（イースト・ファクトリー、第9回-）/ 大江悠司（第11回、第7-10回はAD）、貝瀬鉄矢（第5回は鬼村ブロックディレクター）、窪田俊彦（イースト・ファクトリー、第7回-）、後藤孝道（第8回-）、境清吾（第11回）、手島美奈（第10回-）、二宮啓（第10回-）、東頌三（エヂカラ、第2-4,6回-、第5回は鬼ヶ島ブロックディレクター）、日向亜紗樹（イースト・ファクトリー、第8回-）、藤田豊平（第3,6回-、第5回は鬼村ブロックディレクター）、村田真之（第3,6,8回-、第5回は鬼村ブロックディレクター）
- 演出：峰尾圭一（スマイト・ピクチャーズ、第3回-、第2回はディレクター）※スマイト−は過去に類似番組であるフジテレビ『逃走中』シリーズも担当[20]
- プロデューサー：石原隆史（TBSテレビ、第7回-、第6回までは編成）/ 片山裕達（第9回-、第8回は担当プロデューサー）、山口哲生（ハウフルス、第3回-、第8回は担当プロデューサー）、石田直央（Dragon Entertainment、第9回-、第4回はプロデューサー、第5回は鬼村ブロック担当プロデューサー、第6-8回は担当プロデューサー）、梅原萌（イースト・ファクトリー、第9回-、第7回は担当プロデューサー）、佐藤弘興（第11回、第5回は鬼村ブロック担当プロデューサー）、舘寿永（第6,11回、第5回は鬼村ブロック担当プロデューサー）、好田康智（第9回-、第5回は宣伝プロデューサー、第7,8回はキャスティングプロデューサー）
- 制作：TBSテレビコンテンツ制作局制作1部（第3回-）
- 製作著作：TBS

### 過去のスタッフ
- ナレーター：島﨑信長（第4回）、中井和哉（第5回）、銀河万丈（第6回）
- 構成：キンダイチ（第2回）、坂井龍太、坂田至、高柳浩平、松田一輝、横張晋司（共に第5回）、松本真一、安齋友朗（共に第8回）、あだち昌也（第9回）
- TP：佐野健太郎（第1,2回）
- TD：中澤宏（第3回）、鈴木千恵（第9,10回、第6,7回はCAM）、大森隆晴（第9,10回、第5,7,8回はCAM）
- TD／CAM：真野昇太（第1,2回）
- CAM：照井純一、長尾康平、村上信介、小田裕貴（全員→第2回）、小林孝至、渡部公臣、久下賢治、橋本明大（全員→第3回）、岸直隆（第4回）、永井涼（第4-7,10回、第8回はTD）、渡辺鉄春、根来正樹、山木元太、下山良輝（全員→第5回）、福島正和（第6回、第4回はドローン）、佐藤勇介（第7-10回）、後藤俊輔、宮中絵美子（全員→第8回）、高橋誠（第8,9回）
- 音声：盛田浩尉（第1,2回）
- AUD：玉城善彦、立元捺美（全員→第3回）、西七海（第6回、第5回はCA）、葉桐慶次（第7回）
- VE：高山昌樹（第1回）、酒地一則（第2回）、磯山正人（第4回）、高木大介（第4-10回）、笹川圭祐（第5回）、廣田晃（第5-7,9回、第8回はCAM）、宮原佑二（第8,10回）
- CA：太田光（第3回）、杉山慧太郎（第5回）、佐藤英蘭（第5,8,9回）、山本晃平（第8回）、野村空大（第8,9回）、小林竜輔（第9,10回）、藤村雅俊、西原裕二（共に第10回）
- PA(第8回-)：田口健太郎（第8,9回、第4回はAUD）、南成旼（第8,10回）、鈴木紀浩（第9回）、伊藤彩、井上和義（共に第10回）
- LD：藤井潤一（第2回）、白石弘志、藤井輝夫（全員→第3回）、野村修司（第4,5,8,9回、第6,7回は照明）、大金康介、公文大輔（共に第8回）、宮澤朗（第8,10回、第6,7回は照明）、高木亘、木戸昭彦（共に第9回）、諸岡亮（第10回）
- 照明：松田峻、栗林勇太（共に第6回）
- ドローン撮影：早川晋平（第1回）、中村豪、船津宏樹（中村・船津→第2回）
- ドローン：清水博司（第4回）、三橋孝裕（第6,7,10回）、湯本将司（第7,8回）、古舘佳史（第7-9回）、西永耕介（第8回）、田口厚（第9回）、木澤尚之（第9,10回）、橋口和利、服部昌一郎、広瀬和久（共に第10回）
- 編集：上本学（第1,2回）
- MA：阿部祥高（第1,2回）、井坂拓人（第3,8回）、小田嶋広貴（第5-7,9回）
- 音効：平井尚樹（第6回）、石川洸青（第7回）
- 美術プロデューサー：椛田学（第1,2回）、清水久（第3回）
- 美術デザイン：今長和宏（第1,2回）、郭洙延（第3-6回）
- 美術制作：宇賀田暁彦（第5回）
- 美術ディレクター(第7回-)：落合竜司（第7,8,10回）、保田大介、海上泰隆（共に第9回）
- アートコーディネーター：武田方征（第1回）、三上貴子（第2回）
- 大道具：宮路博貴（第1,2回）
- 大道具操作：楢崎善正（第1,2回）
- 装置：尻無濱宏人（第3回）
- 装飾：山本泰司（第5-10回）、牛山範洋（第10回）
- アクリル装飾：石橋誉礼（第2回）
- 特殊装置：黒野堅太郎（第6-8,10回）
- 植木装飾：小笠原了平（第2回）
- 幕装飾：中野浩（第3-5回）
- 衣裳：渥美智恵（第3-6回）
- メイク：永野あゆみ（第3,5回）、三田彩聖（第4回）、藪みのり（第5回）、久米千秋（第6回）、川原悠希（第8回）、馬場景子（第9回）、近藤晃紀（第10回）
- タイトルCG：岩屋朝仁、梅澤智仁（共に第5回）
- CG：中原勇（第1,2,4-9回）、伊藤翔太（第2回）
- 水球鬼監修(第9回)：UNITED・ウォーターポロクラブ（第9回）
- テロップデザイン：三宅朝陽（第1,2回）
- TK：盛山潮里（第2回）、飛田亜也（第5,6,8回）
- 編成：柳沢光一郎（第5回）、河本恭平（第7-10回）、吉藤芽衣（第9回）【全員→TBSテレビ】
- 宣伝：小山陽介（第1回）、筒井理恵（第1,4回）、伊藤隆大（第2回）、多賀名千尋（第3回）、吉原瑠那（第5回）、林遼二（第5,6,8,9回）、中川麻衣（第6回）、名古龍太郎（第7,8回）、齋藤朱里（第8-10回、第4回はAD、第6,7回はAP）【全員→TBSテレビ】
- MD：柳岡舞子、川鍋仁見（共に第5回）
- SNS：白畑将一、富永大蔵（共に第5回）
- 宣伝協力：FUSION（第5-7回）
- PR（第5回-）
  - ディレクター：川口智久（第5回）、寺垣亮太（第8回、第5回はAP、第6,7回はPR制作進行）
  - VFX（第8回）：谷本篤史（第8回、第5-7回はPRディレクター）
- 鬼村ブロック（第5回）
  - 撮影協力：みながみ町の皆様、みながみ町観光協会、温泉農家民宿はしば、猿ヶ京温泉湯島オートキャンプ場、泊まれる学校 さる小、かめや遊技場、旅人宿松葉屋、谷川岳ロープウェー株式会社、カッパCLUB、有限会社松田水道、Bungy Japan、GENKI LABO、VIP株式会社、奥利根スノーパーク、源泉湯の宿 松乃井（共に第5回）
  - AD：石渡晴真、植田真伍、小林咲里、中原冴彩、野呂穂乃夏、久野佑、山下竜馬、小山内颯太、鮫島杏菜、近藤加奈、中村奈央（共に第5回、野呂→第4回はAD）
  - AP：兼平孔明（第5回）
  - ディレクター：下村彩人、松岡信行、本橋宏之、山形和也/五十嵐健太、川端洋輔、久保光史、杉浦裕樹、田島大輔、寺井克徳、古郡武昭、安井堅吾（松岡→第3,4回はディレクター）
  - 担当プロデューサー：菊池吉太郎（つくりて、第5回）
- 鬼ヶ島ブロック（第5回）
  - 撮影協力：東京湾レジャー企画、株式会社アーク、風栄丸（共に第5回）
  - 映像提供：株式会社Jリーグ（第5回）
  - AD：石川笑見、梶由依奈、中川祐、橋本悠希、岩橋一総（共に第5回）
  - ディレクター：秋津貴宣（第5回、第3回はディレクター）
  - 演出スタッフ：桑田良行、佐藤裕人、土橋和子、春田英知、福川欣希、吉田拓矢（共に第5回）
  - 協力プロデューサー：浅野克己（D-PORT）、平光綾（ハウフルス）（共に第5回）
- 技術協力：fmt、MJ、TALLY、GoPro、ジャパンエニックス（fmt・MJ→第1,2回、TALLY以降→第2回）、Surfinder lnc.（第2-4回）、スウィッシュ・ジャパン、プログレッソ、ティ・ピー・ブレーン、ZEBRA、メディアリース（スウィッシュ以降→第3回）、SMART R（第4回、第3回はドローン撮影）
- 美術協力：フジアール（第1,2回）、FOOD TRUCK COMPANY（第2回）
- 撮影協力：納谷幸男（DDTプロレスリング）、比企フィルムコミッション、埼玉県川島町（共に第1回）、益子エアベース（第1-3回）、野村検査研究所、ホロジックジャパン（野村・ホロ→第2,3回）、さがみ湖リゾートプレジャーフォレスト（第2,4回）、よみうりランド、Reve D、スイムラン、Fin-D lnc.（共に第3回）、First Sniper、日本スポーツチャンバラ学生連盟（共に第4回）、竜宮城スパホテル三日月、亀山温泉ホテル 亀山温泉リトリート、千葉県市原市、千葉県市原市観光協会、奥養老ヴィレッジ、養老渓谷温泉 川の家、TWINKLE MOON（共に第6回）、箱根小涌園ユネッサン、箱根園、小涌谷蓬莱園、箱さらに根小涌園三河屋旅館、箱根九頭龍の森、富士芦ノ湖パノラマパーク、芦ノ湖畔 蛸川温泉 龍宮殿、日本工機株式会社、日本青年館ホテル（共に第7回）、タカハシレーシング、富士山バギー（タカハシ・バギー→第7,10回、タカハシ→第7回は高橋レーシング名義）、江戸ワンダ―ランド日光江戸村、巨大迷路パラディアム、若竹の杜、KANEHON採石場、大谷資料館、仁王尊プラザ、NAOC、鬼怒川温泉オートキャンプ場、国土交通省 鬼怒川ダム統合管理事務所、日光市希望が丘公園、日光市保育課、碓氷峠鉄道文化むら、群馬みんなロケーションサービス、さいたま市沼影公園アイススケートリンク、越ケ谷製氷冷蔵、保線機器整備、細野かつら、きぬの宿 志季大瀞、早乙女クレーン、インディカート、グリーンオート、日光交通、C4PLANNING、エアーランド⭐H.K、spes、V・I・P、トレジャーハンティング、ヨッティングワールド、万方商事他（共に第8回）、サポートマーケティングサービス（第8-10回）、埼玉県立大学、白鷗大学、ロイヤルチェスター太田、F2プラント、佐野フィルムコミッション、両毛漁協協同組合、梅田湖観光開発、オダケイジダンスアカデミー、東海大学付属高輪台高等学校吹奏楽部、白鷗大学ストリートダンス同好会(EXA)、白鷗大学陸上競技部、白鷗祭実行委員会、栃の葉乗馬クラブ、福田土木 EXTERIOR+Life工房、フィールドフォース、ZEAL、リアル着ぐるみドットコム（共に第9回）、Fujiten ふじてんリゾート、Fuji Forest Force、ワンダーフォーゲルフィールド、富士すそのフィルム・コミッション、山中湖村役場、UEMATSU、ガクロクマリン、裾花観光バス、酸京クラウド、STUDIO O&K、日本バブルサッカー協会、アクティオ、AND PARKOUR inc、OKFREERIDE、YAMAMOTO ATHLETE FARM、ジェンマイワークス、JAPRADAR（共に第10回）
- 協力：城山、ブブルインターナショナル、UBUGOE（全部→第5回、城山→第3,4回は技術協力）、ONE（第5,6,9回、第1,2,4回は技術協力）、デジデリック（第5-9回）、Mr.アパッチ・日本大道芸協会、ドリオン!仙台（アパッチ・日本大道芸・ドリオン→第6回）、iStock、お笑いナタリー他（i・お笑い→第8回）、STUDIO AIR-ART（第8,9回）、MARUSA（第8-10回）、HKR（8,10回、第9回はハクリュウ名義）、東通(名古屋・北陸・関西・四国・九州)、ウィンターフェル（東通・ウィンター→第9回、デジデリ→第2-4回は技術協力）、UETAX、LOOP、TOP INDUSTRY（UETAX・LOOP・TOP→第10回）
- ロケ運営：深山光聖（第3回）、佐伯和彦、田村泰弘、小西駿二郎（共に第3-5回）、広瀬裕太（第4回）、由井晋也、佐藤翔太（共に第5回）
- 制作進行：浅香拓哉（第4,8回、第5回は鬼村ブロックチーフAD）、森田遥加（第5回）、柴田恵（第5-7回）、橘信吾（第8,9回、第3,4回はディレクター、第5回はPR制作進行）
- AD：村上寧々、岡崎紗彩香、江波戸遥、中川寛太、菅原雅貴、岩佐翔太、倉本明日香、齋藤雄也、竹内周平、栗山真、伊藤練、原口虹架、中武郁也、嶋倫子、和泉田怜央、荻原大輝、齋藤瑠来、白澤七咲、高崎真奈、笹渕康孝、府川奈緒子、御厨洋平、村中理乃、茂木桜、安室このみ、齋藤圭吾、三木友騎、王淼、北村悠貴、長谷川優太、久野佑、川崎秀太、髙木春菜、本多慎太郎、松井風人、三阪志穂、和田紗栄、武井咲、田端裕一、田辺健人、菅桃香、佐野将平、竹本太一、櫻井悠理、佐藤直樹、立岡真海、関根詩織、平岡諒、山田美保、岡本史佳、小田原実佑、藤井裕太、天利彰伸、石井将大、石井唯加、内田京一郎、谷口雅矢、バカメタウィー・トゥンヤダ、丸山菜々香（村上・岡崎→第1,2回、江波戸～菅原→第2回、岩佐・倉本→第2,4回、齋藤→第3回、竹内・栗山→第3,4回、中武→第3-6回、伊藤・齋藤→第4回、原口→第5回、嶋→第5,6回、浅香～高崎→第6回、荻原・白澤→第5回は鬼村ブロックAD、笹渕～茂木→第7回、安室→第7,8回、第2回はAD、第5回は鬼ヶ島ブロックAP、齋藤～久野→第7,8回、川崎～和田→第8回、武井・田端・田辺→第8,9回、菅～櫻井→第8,10回、佐藤～藤井→第9回、天利～丸山→第10回、谷口→第5回は鬼ヶ島ブロックAD）
- 演出スタッフ：高橋幸子（第6回）、吉野達希（第6-8回）、牛久英雄、大久保翔太（牛久・大久保→第6-9回）、齋藤由和（第6,7,9回、第5回は鬼ヶ島ブロック演出スタッフ）、時崎豊（第7回、第5回は鬼ヶ島ブロック演出スタッフ）、中嶋隼都（第8,9回、第5回は鬼ヶ島ブロック演出スタッフ、第8回は隼郡名義）、佐藤謙治（第9回、第5回は鬼村ブロックディレクター、第8回はチーフディレクター）
- AP：菱田悠、柴崎香苗、松家健（柴崎→第1,2回、菱田・松家→第2回）、向恵梨香（第3-10回）、川本佳乃（第4回）、堀切夕香子（第6回、第5回は鬼村ブロックAP）、加藤綾花（第6-8,10回）、増田楓（第7回）、池田聡（第7,8回）、露木彩乃（第8回）、松本奈緒美（第9,10回）、守屋美紀（第9,10回、第3-8回は制作進行）、赤城茉奈（Dragon Entertainment、第10回）、寺元由嘉（第10回、第5回は鬼ヶ島ブロック協力プロデューサー）
- ディレクター：神垣光、椎葉佐都子（神垣・椎葉→第1,2回）、小林一丈、カワノリョウ、篠浦理嵯（44LDK）、宮森敬太（小林～宮森→第2回）、伊藤強、菊地駿介（44LDK）（伊藤・菊地→第2,4回）、坂本憲史、柚木雅博、高橋純平、田村直樹（坂本～田村→第3回）、木坂優介（第3,4,6,8,9回、第5回は鬼村ブロックディレクター）、青木誉幸（第4回）、村松敬祐（第5回は鬼ヶ島ブロックディレクター）/ 狩野紀明（第5回は鬼村ブロックディレクター）、上田健太（第6,7回）、久保田集（第7回、イースト・ファクトリー）、小浜和彦（第7回、第5回は鬼ヶ島ブロックディレクター）、滝澤果子（第7回、第5回は鬼村ブロックAD、第6回はAD）、早坂渉（第7回）、清田知宏（第5回は鬼村ブロックディレクター）、三瓶翔士（第6-8回）、櫛田健太郎（第8回）、栗崎圭悟（第8回、第5回は鬼村ブロックディレクター）、後藤賢一（第8回）、佐々木泰知（第8回、第5回は鬼ヶ島ブロックディレクター）、中川和将（第8回、第2回はAD、第5回は鬼ヶ島ブロック制作進行）、永島糧（第8回、第5回は鬼村ブロックディレクター）、中須賀美理（第8回）、仲田和史（第8回、第5回は鬼村ブロックディレクター）、中村遼（第5回は鬼ヶ島ブロックディレクター）、花土昌紀、原愼吾、本間淳巳、松本美咲（花土～松本→第8回）、久佐賀浩之（第8,9回）、北島清次、永井裕史（共に第8-10回）、田村育（第8,10回）、新井田洋（イースト・ファクトリー、第9回）、近藤翔太（第9回）、加賀佐知子（イースト・ファクトリー、第10回）、高場透（第10回、第5回は鬼ヶ島ブロックAD）、竹内隆徳（第10回、第5回は鬼村ブロックディレクター）、田場亮耶（第10回）
- 演出：錫木亮（第1,2回）
- EP：小林弘典（TBSテレビ、第5,6回、第3,4回はチーフプロデューサー）
- キャスティングプロデューサー：岡本計（てっぱん、第5,6回）、久田誠司（第7,8回）
- 担当プロデューサー：志賀大士・加藤丈博（共にTBSテレビ、第5回）、田中慶（第6回）、佐藤正子（frame inf、第7回、第2回はプロデューサー、第5回は鬼ヶ島ブロック担当プロデューサー）、竹内隆徳（スクイズ、第6-8回）、熊澤謙一（つくりて、第7,8回）、長瀬徹（ZION、第7,8回、第5回は鬼村ブロック担当プロデューサー）、山本カンスケ（オフィスクライン、第8回）、屋我伸也（イースト・ファクトリー、第8回）
- プロデューサー：須藤景子、尾谷亜貴崇（須藤・尾谷→第1,2回）、河本和美（第3回）、尾形香代・伊藤孝宏・田中優（共にハウフルス、第8回は担当プロデューサー、尾形→第3-10回、伊藤→第7-10回、田中→第3-7,9回、尾形・伊藤→第5回は鬼ヶ島ブロック協力プロデューサー、第6回はキャスティングプロデューサー）、松原拓也（TBSテレビ、第3-6,9,10回、第7,8回は担当プロデューサー）、佐藤徹弥（TBSテレビ、第9回、第5回はキャスティングプロデューサー）、馬場哉（メディアプルポ、第9,10回、第8回は担当プロデューサー）、青木恭子（TBSテレビ、第9,10回、第5,6,8回はキャスティングプロデューサー）
- 製作協力：44LDK（第2回）、frame inf（第2,5,7回）、ハウフルス（第3-10回）、Dragon Entertainment（第4-7回）、LOGIC、D-PORT（共に第5回）、つくりて（第6-8回）、メディアプルポ（第8-10回）
- 製作著作：NEXTEP（第1,2回）